# نورما شارب
نورما شارب (بالإنجليزية: Norma Sharp)‏ هي مغنية أوبرا ومغنية أمريكية، ولدت في 20 يوليو 1943 في شوني في الولايات المتحدة.

## وصلات خارجية
- نورما شارب على موقع ميوزك برينز (الإنجليزية)
- نورما شارب على موقع أول ميوزيك (الإنجليزية)
- نورما شارب على موقع ديسكوغز (الإنجليزية)